# Scapheremaeus uncinatus
Scapheremaeus uncinatus är en kvalsterart som beskrevs av Wang 1998. Scapheremaeus uncinatus ingår i släktet Scapheremaeus och familjen Cymbaeremaeidae. Inga underarter finns listade i Catalogue of Life.